# Quinolizidina
Quinolizidina (norlupinane, octaidro-2H-quinolizina) é um composto heterocíclico com nitrogênio. Alguns alcaloides (por exemplo, citisina e esparteína) são derivados da quinolizidina.